# Westwood Park (San Francisco)
Pour les articles homonymes, voir Westwood.
Westwood Park est un quartier résidentiel situé au sud de San Francisco, créé en 1916, à l'époque où San Francisco était en expansion rapide.
Westwood Park est entouré par Ocean Avenue au sud, Monterey Boulevard au nord, Faxon Avecnue à l'ouest, et  Phelan Avenue à l'est.
La plupart des rues ont un suffixe « wood », comme  Eastwood, Northwood, Rollingwood, etc.
Un article de 1923 dans The Home Designer décrit le quartier ainsi : 

« …justly considered as one of the show places of San Francisco and a model of the modern American home community… Its beautiful name was suggested by its location in the "west" of the city and the high eucalyptus woods that surround the tract, tempering the invigorating and bracing breezes that sometimes sweep in from the Pacific Ocean. »